# Darian Kinnard
Darian Kinnard (Youngstown, 29 dicembre 1999) è un giocatore di football americano statunitense che milita nel ruolo di offensive tackle per i Philadelphia Eagles della National Football League (NFL).

## Carriera

### Kansas City Chiefs
Al college Kinnard all'Università del Kentucky dove fu premiato come All-American. Fu scelto nel corso del quinto giro (145º assoluto) assoluto nel Draft NFL 2022 dai Kansas City Chiefs. Debuttò come professionista subentrando nella gara del quinto turno contro i Las Vegas Raiders e quella fu la sua unica presenza nella sua stagione da rookie.

### Philadelphia Eagles
Il 20 febbraio 2024 Kinnard firmò con i Philadelphia Eagles.

## Palmarès
- Super Bowl : 3

Kansas City Chiefs: LVII, LVIII
Philadelphia Eagles: LIX
- American Football Conference Championship: 2

Kansas City Chiefs: 2022, 2023
- National Football Conference Championship:1

Philadelphia Eagles: 2024